# Lexington Bridge
Lexington Bridge é uma boy band de origem norte-americana e europeia. O grupo é formado por Rob Uncles (Estados Unidos), Nye Oakley (Reino Unido), Ephraim Beks (Países Baixos), Dax O'Callaghan (Reino Unido) e Jerome Simeon (Reino Unido) e foi sucesso na Europa. Seu primeiro álbum, intitulado The Vibe foi lançado em 2007.

## História
Lexington Bridge é conhecida por experimentar com instrumentos diferentes, sons, e estilos vocais e também eles usam gêneros diferentes, tais como Hip hop, R&B e Dance music em um som sexy e abarcador.
Eles vieram à fama depois do seu primeiro single "Kick Back" que foi lançado no início de 2007. O seu primeiro álbum The Vibe foi lançado no dia 23 de novembro de 2007 inclusive três singles de sucesso: "Kick Back", "Real Man" e "Everything I Am", neste álbum eles colaboraram com vários autores de canções e produtores como Tim Hawes, Anthony President, Qura Rankin e Marek Pompetzki & Paul. Eles colaboraram com o cantor de rap americano Snoop Dogg no seu segundo single "Real Man" que foi lançado no dia 12 de outubro de 2007.
O single "Dance With Me" foi lançado em 2008 com um vídeo clipe. Os membros co-escreveram algumas canções do seu seguinte álbum e debute nos Estados Unidos, que iria ser lançado em agosto de 2010.
No dia 25 de maio de 2010 anunciou-se que a banda acabou.

## Discografia

### Álbuns
- 2007: The Vibe

### Singles
- 2007: "Kick Back"
- 2007: "Real Man" (feat. Snoop Dogg)
- 2007: "Everything I Am"
- 2008: "I just can´t hate you"
- 2008: "Go On and Go" (Promo)
- 2008: "Dance With Me"

### Videoclipes

#### 2007
- "Kick Back"
- "Real Man"
- "Everything I Am"
- "I Just Can't Hate You"

#### 2008
- "Dance With Me"
- "Sign Your Name"